# Zendtijd PowNed
Zendtijd PowNed was een Nederlands televisieprogramma dat van 25 februari tot en met 21 april 2012 op zaterdagavond door PowNed op Nederland 3 werd uitgezonden.

## Afleveringen

### Aflevering 1
In de eerste aflevering was te zien hoe Rutger Castricum in een badkamer een badkuip liet vollopen met water. Halverwege de aflevering kwam een vrouw opdagen. Tijdens de uitzending is te zien hoe beide personen regelmatig voelen of het water de juiste temperatuur heeft. De uitzending eindigt wanneer Rutger in het bad zit en aan de vrouw vraagt of ze erbij komt zitten. De vrouw antwoordt hierop liever een douche te willen nemen.

### Aflevering 2
In deze aflevering was te zien hoe Dominique Weesie en Rutger Castricum in een auto zaten. Ze reden de snelweg op richting Utrecht. Ze bespreken met elkaar hun eigen privézaken. Halverwege de uitzending ging men naar het mediapark in Hilversum om te vragen, waarom er zoveel personen naar aflevering 1 keken.

### Aflevering 3
In de eerste aflevering van Echte Jannen Koken gingen Jan Roos en Jan Heemskerk samen met Tweede Kamerlid Richard de Mos koken. Ze maakten als voorgerecht: een cocktail van garnalen, als tussengerecht: een papje van gepelde garnalen en als hoofdgerecht: zwarte pasta met een gebakken vis en gebakken venkel.

### Aflevering 4
In de tweede aflevering van Echte Jannen Koken gingen Jan Roos en Jan Heemskerk samen met Tweede Kamerlid Jeanine Hennis-Plasschaert koken. Ze maakten als voorgerecht: ganzenlever met gebakken appeltjes in calvados, als hoofdgerecht: konijnenbout in bier met pruimen en als bijgerecht: gekaramelliseerde roodlof met een aardappel-knolselderij puree.

### Aflevering 5
De eerste aflevering van Powlitie behandelde het onderwerp scooterdiefstal. Thijs Zeeman plaatste op de openbare weg een lokscooter, die voorzien was van een gps-systeem en waar een camera op werd gericht. Zeeman traceerde na diefstal de scooter en sprak de verdachte van de diefstal aan. De verdachte sloeg op de vlucht en werd later door de politie gearresteerd. Zeeman kwam in conflict met een politieagent over het filmen op het openbare weg. Jojanneke van den Berge deed de presentatie en een interview met strafrechtadvocaat Gerard Spong. Een uur voor de uitzending bepaalde een rechter dat PowNed het gezicht van de verdachte niet herkenbaar in beeld mocht brengen, bij overtreding geldt een dwangsom van € 50.000,00. De politie heeft de zaak niet opgelost en de scooter is een week later nog niet terug bij Zeeman.

### Aflevering 6
De tweede aflevering van Powlitie behandelde het onderwerp laptopdiefstal en -heling. Thijs Zeeman legde in een geparkeerde auto een laptop, die voorzien was van een gps-systeem en waar camera's op werden gericht. Later in die avond werd er in de auto ingebroken en de laptop gestolen. Zeeman traceerde na diefstal de laptop en volgde met daarop geïnstalleerde software en camera het gebruik van de laptop. Daaruit bleek dat de laptop als tweedehands was verkocht. Zeeman sprak de koper van de laptop aan. De koper gaf als antwoord dat hij het apparaat op Marktplaats heeft gekocht, maar later gaf hij toe dat hij het op straat had gekocht. De koper gaf de laptop terug aan Zeeman. De politie weigerde samenwerking in deze zaak. Jojanneke van den Berge deed de presentatie en interviewde de strafrechtadvocaat Peter Plasman.

### Aflevering 7
De derde aflevering van Powlitie behandelde de onderwerpen laptopdiefstal en -heling en kilometertellerfraude van tweedehands auto's. Danny Ghosen ging naar een autobedrijf om de kilometerteller terug te laten draaien. Bij een APK-keuring bleek de kilometerstand te worden doorgegeven aan de Nationale Autopas. Thijs Zeeman ging weer op onderzoek naar gestolen laptops. Hij ging de dader zoeken van een woninginbraak bij een student, waarbij een laptop ontvreemd werd. Zeeman spoorde de heler op die de laptop teruggaf aan de student. Toen Zeeman aanbelde bij de jongen die de laptop verkocht zou hebben, bleek deze reeds vast te zitten voor woninginbraak. Jojanneke van den Berge deed de presentatie en interviewde misdaadverslaggever Peter R. de Vries.

### Aflevering 8
De eerste aflevering van Pownews XL behandelde de onderwerpen kilometertellerfraude, de film Snackbar en de snelheidsverlaging op de Rijksweg A2. De Rijksweg A2 werd de maximumsnelheid verlaagd van 120 km/h naar 100 km/h. De justitie heeft besloten om daar een trajectcontrole te laten plaatsen. Verder een reportage over de film Snackbar over de Marokkaanse jongeren en een reportage over de kilometertellerfraude.

### Aflevering 9
De tweede aflevering van Pownews XL behandelde de onderwerpen Oekraïne, een massagecentrum met een happy end en Hero Brinkman. Rutger Castricum interviewde voormalig PVV'er Hero Brinkman. Dit na een mislukt overleg op het Catshuis. Verder een reportage in Oekraïne over het Nederlands voetbalelftal dat in juni 2012 het EK voetbalaldaar zou gaan spelen en een reportage over een Aziatisch massagecentrum, maar met een illegaal happy end. Een happy end is een seksbehandeling.

## Kijkcijfers
| Aflevering   | Datum            | Kijkcijfers | kdh  | madl |
| ------------ | ---------------- | ----------- | ---- | ---- |
| Aflevering 1 | 25 februari 2012 | 167.000     | 1,1% | 2,4% |
| Aflevering 2 | 3 maart 2012     | 105.000     | 0,7% | 1,4% |
| Aflevering 3 | 10 maart 2012    | 130.000     | 0,8% | 1,8% |
| Aflevering 4 | 17 maart 2012    | 129.000     | 0,8% | 1,8% |
| Aflevering 5 | 24 maart 2012    | 270.000     | 1,8% | 4,0% |
| Aflevering 6 | 31 maart 2012    | 152.000     | 1,0% | 2,1% |
| Aflevering 7 | 7 april 2012     | 179.000     | 1,2% | 2,5% |
| Aflevering 8 | 14 april 2012    | 143.000     | 0,9% | 2,1% |
| Aflevering 9 | 21 april 2012    | 182.000     | 1,2% | 2,8% |